# Willi Apel
Willi Apel (ur. 10 października 1893 w Chojnicach, zm. 14 marca 1988 w Bloomington w stanie Indiana) – amerykański muzykolog pochodzenia niemieckiego.

## Życiorys
W latach 1912–1914 studiował matematykę w Bonn i Monachium, a od 1918 do 1921 roku w Berlinie. Uczył się również gry na fortepianie u Leonida Kreutzera, Edwina Fischera, Bruno Eisnera i Carla Adolfa Martienssena. W zakresie muzykologii był samoukiem.
Uczył matematyki i muzyki w Wickersdorf (1922–1928) i Berlinie (1928–1936). W 1936 roku uzyskał na berlińskim Uniwersytecie Humboldtów stopień doktora filozofii na podstawie pracy Accidentien und Tonalitat in den Musikdenkmalern des 15. und 16. Jahrhunderts. W tym samym roku wyemigrował do Stanów Zjednoczonych. Wykładał w Longy School of Music w Cambridge w stanie Massachusetts (1936–1943) oraz na Uniwersytecie Harvarda i Radcliffe College (1938–1942). Od 1937 do 1950 roku był wykładowcą Boston Center for Adult Education w Bostonie. W latach 1950–1963 profesor muzykologii na Uniwersytecie Indiany w Bloomington.

## Twórczość
Jego zainteresowania skupiały się przede wszystkim na muzyce dawnej, uważany jest za jednego z najwybitniejszych specjalistów w tej dziedzinie. Był autorem wielu publikacji, m.in. The Notation of Polyphonic Music 900–1600 (Cambridge 1942), Harvard Dictionary of Music (Cambridge 1944, liczne wznowienia), Gregorian Chant (Bloomington 1958), Die italienische Violinmusik im 17. Jahrhundert (Wiesbaden 1983), Historical Anthology of Music (wspólnie z A.T. Davisonem, 2 tomy, Cambridge 1946–1950). Opublikował również szereg wydawnictw o charakterze źródłowym i praktycznym, a także dwie ważne prace z dziedziny pianistyki, Masters of the Keyboard (Cambridge 1947) i Geschichte der Orgel- und Klaviermusik bis 1700 (Kassel 1967).